# تشارلي بيتمان
تشارلي بيتمان (بالإنجليزية: Charlie Pittman)‏ هو لاعب كرة قدم أمريكية أمريكي، ولد في 22 يناير 1948 في بالتيمور في الولايات المتحدة.

## وصلات خارجية
- تشارلي بيتمان على موقع مرجع كرة القدم المحترفة.كوم (الإنجليزية)